# فانوس سحري

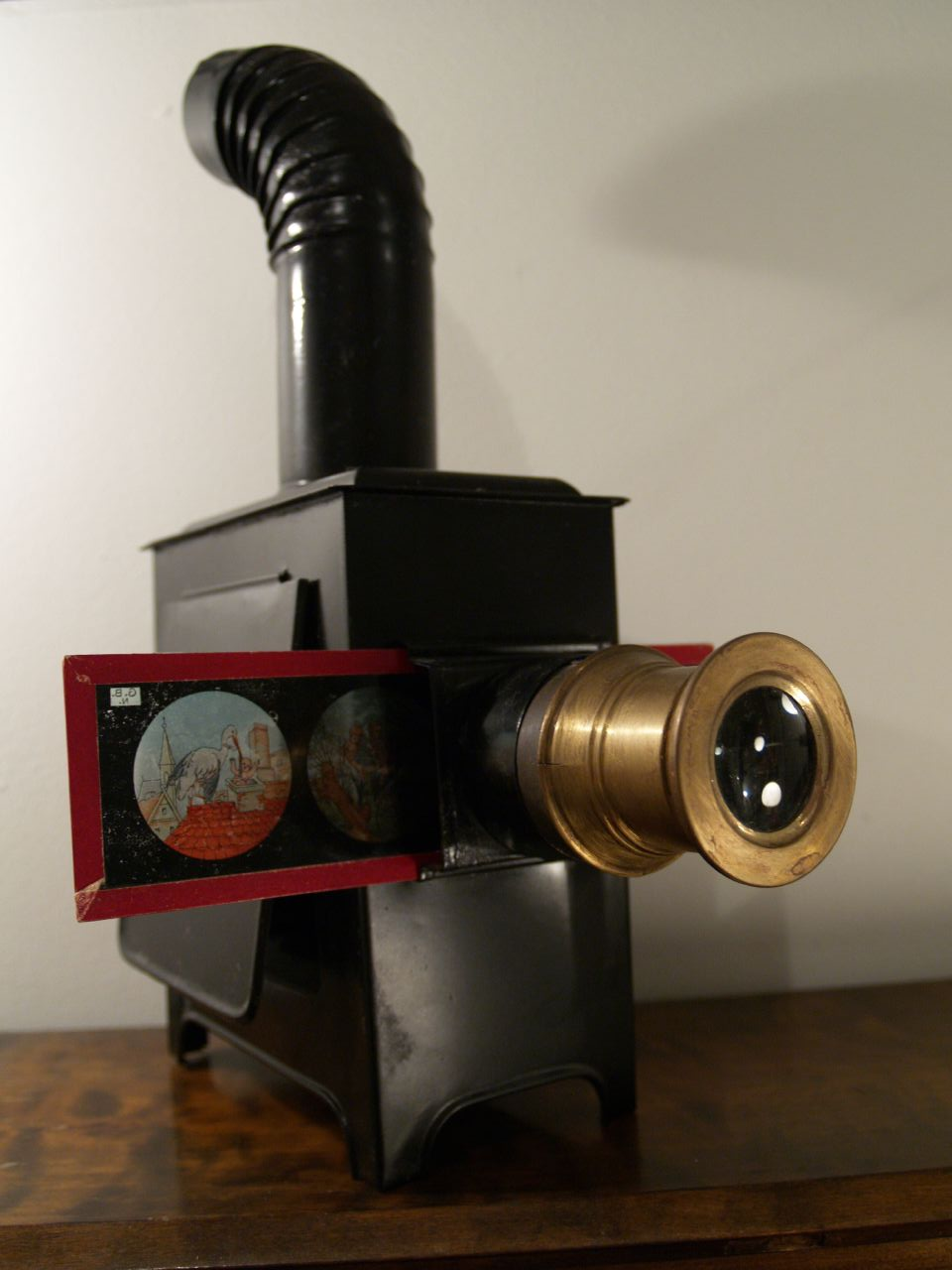
فانوس سحري من القرن التاسع عشر مع إدخال شرائح مطبوعة (مستقيمة، لذلك إذا تم إضاءة الفانوس، فستعرض صورة معكوسة)

الفانوس السحري (بالإنجليزية:Magic lantern) هو نوع مبكر من أجهزة عرض الصور التي تستخدم صوراً مرسومة أو مطبوعة أو منتجة بصور فوتوغرافية على ألواح شفافة (مصنوعة عادة من الزجاج)، وعدسة واحدة أو أكثر، ومصدر ضوء. تم تطويرها في الغالب في القرن السابع عشر وتستخدم عادة لأغراض الترفيه. تم تطبيقها بشكل متزايد على الأغراض التعليمية خلال القرن التاسع عشر. منذ أواخر القرن التاسع عشر، تم إنتاج النسخ الأصغر كألعاب للأطفال. كان الفانوس السحري مستخدمًا على نطاق واسع منذ القرن الثامن عشر وحتى منتصف القرن العشرين، عندما تم استبداله بنسخة مضغوطة يمكن أن تحمل العديد من شرائح التصوير الفوتوغرافي بحجم 35 مم: جهاز عرض الشرائح.